# Courcelles-sur-Viosne
Courcelles-sur-Viosne là một xã ở tỉnh Val-d'Oise, thuộc vùng Île-de-France ở miền bắc nước Pháp.